# Joel Cleto
Joel Alves Cerqueira Cleto (Porto, 1 de Fevereiro de 1965), é um historiador, arqueólogo e comunicador português.

## Biografia
Nascido na freguesia da Vitória, no Porto, desde jovem demonstrou interesse pela história e arqueologia. Enquanto ainda estudava História na Faculdade de Letras da Universidade do Porto, fez pequisas sobre Ramalde e colaborou na criação do Gabinete Municipal de Arqueologia e História do Arquivo Municipal de Matosinhos. Concluiu a licenciatura em História em 1987 e obteve o mestrado em Arqueologia em 1994 na mesma universidade. Obteve especialização pela European Business School/ISAG, onde depois se tornou Professor Coordenador Convidado. Fez cursos e estágios de pós-graduação no Laboratório de Antropologia da Universidade de Rennes e no Museu Arqueológico de Barcelona.
Foi Chefe da Divisão da Cultura e Museus de Matosinhos de 1987 a 2014, dirigiu o Museu da Quinta de Santiago e coordenou o Gabinete Municipal de Arqueologia e História, o Arquivo Histórico Fotográfico e a Rede de Museus de Matosinhos. Realizou pesquisas arqueológicas no Castro de Guifões de Matosinhos, nos tanques romanos de Angeiras, nas sepulturas medievais de Montedouro, no centro histórico de Leça da Palmeira, e em monumentos megalíticos na Serra da Aboboreira. Desempenhou funções diretivas no Grupo de Estudos Arqueológicos do Porto, no Campo Arqueológico da Serra da Aboboreira e na Associação Profissional de Arqueólogos. Desenvolve cursos de formação de professores e dá palestras e conferências em Portugal e no estrangeiro.
Em 2017 foi nomeado membro do Conselho Municipal de Cultura do Porto, e em 2022, membro da Comissão de Toponímia do Porto. Foi membro do júri do Prémio Anual Museu Nacional do Pão na edição 2022/2023, e um dos curadores do evento Open House Porto de 2022, promovido pela Casa da Arquitectura do Centro Português de Arquitectura, com parceria dos municípios da Maia, Matosinhos, Porto e Vila Nova de Gaia.
Segundo Tiago Reis, Cleto tornou-se mais conhecido como comunicador e divulgador de temas históricos e patrimoniais, escrevendo muitos artigos e mais de uma dezena de livros, e "ganhou protagonismo como autor e apresentador de uma série de programas televisivos para o Porto Canal, sobre o património da área metropolitana do Porto e da região envolvente". Participou das comemorações do Centenário da Universidade do Porto orientando as Visitas Guiadas pela História do Porto, além de ser colaborador do ciclo Porto Lendário. É membro do grupo Tacitus — Património & História, voltado para a valorização e divulgação da memória, história e património.

## Obras
- Lendas do Porto, 5 volumes[12][4]
- A lenda é a parte fabulosa de nós[1]
- Senhor de Matosinhos. Lenda. História. Património, 3 edições.[4]

## Reconhecimento
Sua dedicação à divulgação histórica o fez receber o apelido de "o José Hermano Saraiva do Porto". Sua série Caminhos da História, realizada para o Porto Canal, em 2012 foi nomeada um dos três melhores programas de entretenimento/culturais de televisão pela Sociedade Portuguesa de Autores, e obteve em 2016 o Prêmio Melhor Trabalho Media da Associação Portuguesa de Museologia.
Lançou a terceira edição do seu livro Senhor de Matosinhos. Lenda. História. Património no 1º Congresso Internacional do Senhor de Matosinhos em 2019, do qual foi coordenador científico. A obra foi elogiada por Saraiva como "um livro que ensina tudo o que se pode saber sobre o Senhor de Matosinhos".
Recebeu da Câmara Municipal do Porto a Medalha Municipal de Mérito Grau Ouro em 2017, e da Câmara Municipal de Matosinhos a Medalha de Mérito Dourada em 2019 pelo "seu contributo na divulgação junto do grande público das temáticas relacionadas com a História e o Património de Matosinhos e da região". Luísa Salgueiro, vereadora, disse que "uma grande parte da história de Matosinhos e da sua divulgação deve-se ao Joel, à sua capacidade e ao seu conhecimento científico e técnico".